# 温度传感器
温度传感器一般是指将温度转化为电子数据的电子元件。
1. 使用电阻随温度变化的导电体制作的温度传感器。最常用的是使用铂，在0°C时电阻为100欧姆的元件（Pt100）
2. 半导体温度传感器一般集成有放大和调整电路
3. 晶体振荡器的振荡频率随温度变化因此可以非常精确地测量温度
4. 使用热电效应测量温度的热电偶
5. 焦电性物质的表面电荷密度随温度变化而变化，因此其表面电荷强度可以用来测量温度